# Blomac
Blomac – miejscowość i gmina we Francji, w regionie Oksytania, w departamencie Aude. Przez gminę przepływa rzeka Aude.
Według danych na rok 1990 gminę zamieszkiwało 221 osób, a gęstość zaludnienia wynosiła 26 osób/km² (wśród 1545 gmin Langwedocji-Roussillon Blomac plasuje się na 691. miejscu pod względem liczby ludności, natomiast pod względem powierzchni na miejscu 831.).

## Zabytki
Zabytki w miejscowości posiadające status Monument historique:
- Kanał Południowy – Écluse triple de Fontfile
- kościół Saint-Étienne